# Hygiene im Römischen Reich
Hygiene spielte im Römischen Reich ab der späten Republik eine große Rolle. Ruinen von Aquädukten, Thermen, Kanalisation und Latrinen selbst in den abgelegensten Winkeln des Reichs legen noch heute Zeugnis davon ab. Die Krankenhäuser dienten der Pflege verwundeter Soldaten.
Mit dem Thema der Hygiene im Römischen Reich befasst sich die Forschung erst seit wenigen Jahrzehnten. Das liegt nicht an einem Mangel an Quellen, sondern eher an der überwältigenden Vielfalt: Neben Texten aller Gattungen und künstlerischen Darstellungen finden sich Ruinen und vor allem eine Unmenge an Kleinfunden jeder Art, Abfällen und Bodenbefunden. In der Vergangenheit schufen die beeindruckenden Ruinen der Thermen und Aquädukte das Klischee vom „sauberen Römer“, die gar die „reinlichste Nation der Welt“ gewesen sein sollten. Moderne Untersuchungen richten sich dagegen auf das antike Rom der „kleinen Leute“, abseits großer Thermen und vornehmer Villen und erbringen dort Ergebnisse, die diesem Klischee widersprechen.

## Wohnverhältnisse
Die Wohnverhältnisse im antiken Rom unterschieden sich nicht wesentlich von denen in den Großstädten des 19. Jahrhunderts. Während die Armen in ungesunden Wohnungen bzw. bestimmten (oberen) Bereichen der Insulae in der Subura zusammengepfercht hausten, besaßen die Reichen großzügig geschnittene Villen auf den Hügeln der Stadt.

### Stadtreinigung
Obwohl vier Ädile für die Straßenreinigung verantwortlich waren, existierte keine öffentlich organisierte Müllabfuhr. Man hat diverse Aufschriften gefunden, die das Abladen von Müll an bestimmten Orten verbieten oder anordnen. Trotzdem befanden sich überall wilde Mülldeponien, besonders entlang von Fluss- und Seeufern sowie an den Stadtmauern. Der Monte Testaccio ist die bekannteste davon. Die dort entsorgten Amphoren, die nach dem Transport von Öl und garum für die Weiterverwendung unbrauchbar geworden waren, wurden zur Verringerung des Gestanks regelmäßig mit Kalk bedeckt. Auch Kanalisation und Senkgruben wurden für die Abfallentsorgung genutzt, wie archäologische Funde beweisen. Oftmals warfen die Anwohner, obwohl zur Entsorgung verpflichtet, ihre Abfälle einfach aus dem Fenster, wie Gesetze dagegen und diverse überlieferte Rechtsstreitigkeiten wegen Sachbeschädigung oder gar Körperschaden bezeugen.
Bei Ausgrabungen fand man Überreste von Ratten sowohl in Abfallhaufen, als auch in der Kanalisation. Mäuse zwischen Speiseresten sind auf diversen Mosaiken abgebildet. Von den Tieren, die sich von den verstreuten Abfällen ernährten, nennt die antike Literatur neben Schweinen, Katzen, Hunden, Geiern und Rabenvögeln auch den Ibis.
Die Archäozoologie hat in Kloaken, Senkgruben und Abfallplätzen Flöhe, Läuse, Fliegen sowie verschiedene andere Insekten und Insektenlarven nachgewiesen. Dass dieses Ungeziefer sich durch die Allgegenwart von Müll zur Plage entwickelt, war den antiken Schriftstellern wie Plinius bereits bekannt, desgleichen, dass Kalk nicht nur den Gestank, sondern auch die Ausbreitung von Schädlingen im Müll eindämmt. Man glaubte, dass das Ungeziefer durch Urzeugung im Unrat entstehe. Auch nahm man an, dass Krankheiten sich durch das bei Verrottung entstehende Miasma verbreiteten. Trotz dieses Wissens leisteten die vielen wilden Müllkippen mit ihren Bewohnern in den engbesiedelten Räumen Epidemien wie der Antoninischen und der Justinianischen Pest Vorschub.
Auch die Ausführung der Straßenreinigung oblag den Anwohnern. Gesetze regelten ihre Pflichten, städtische Aufsichtsbeamte kontrollierten sie. Zur Spülung der Straßen diente das Überfallwasser der öffentlichen Brunnen, wie Sextus Iulius Frontinus in seiner Schrift De aquis urbis Romae beschrieb. Die hohen Bordsteine und die Trittsteine, die in Pompeji gefunden wurden, ermöglichten den Fußgängern, trockenen Fußes durch die Stadt zu kommen.
Eine wichtige Quelle für die offizielle Ordnung der Stadtreinigung ist auf Bronzetafeln festgehalten, die man bei Herakleia fand. Diese Bronzetafeln enthalten Kopien der Lex Iulia municipalis. U. a. ist davon die Rede, dass die Karren, die Abfälle aus der Stadt herausbringen, von den ansonsten üblichen Sperrstunden für Fuhrwerke während des Tages befreit waren. Da es sich dabei vermutlich um dieselben Karren handelt, die abends Waren in die Stadt hineinbefördern, ist anzunehmen, dass die Bauern auf dem Rückweg Speiseabfälle und den Inhalt von Dunggruben als Dünger für ihre Felder mitnahmen. Auf denselben Tafeln werden auch die Aufgaben der Ädile und des Stadtpräfekten (praefectus urbi), dem die Stadtreinigung im 3. nachchristlichen Jahrhundert übertragen wurde, genauer beschrieben.

### Wohnungen

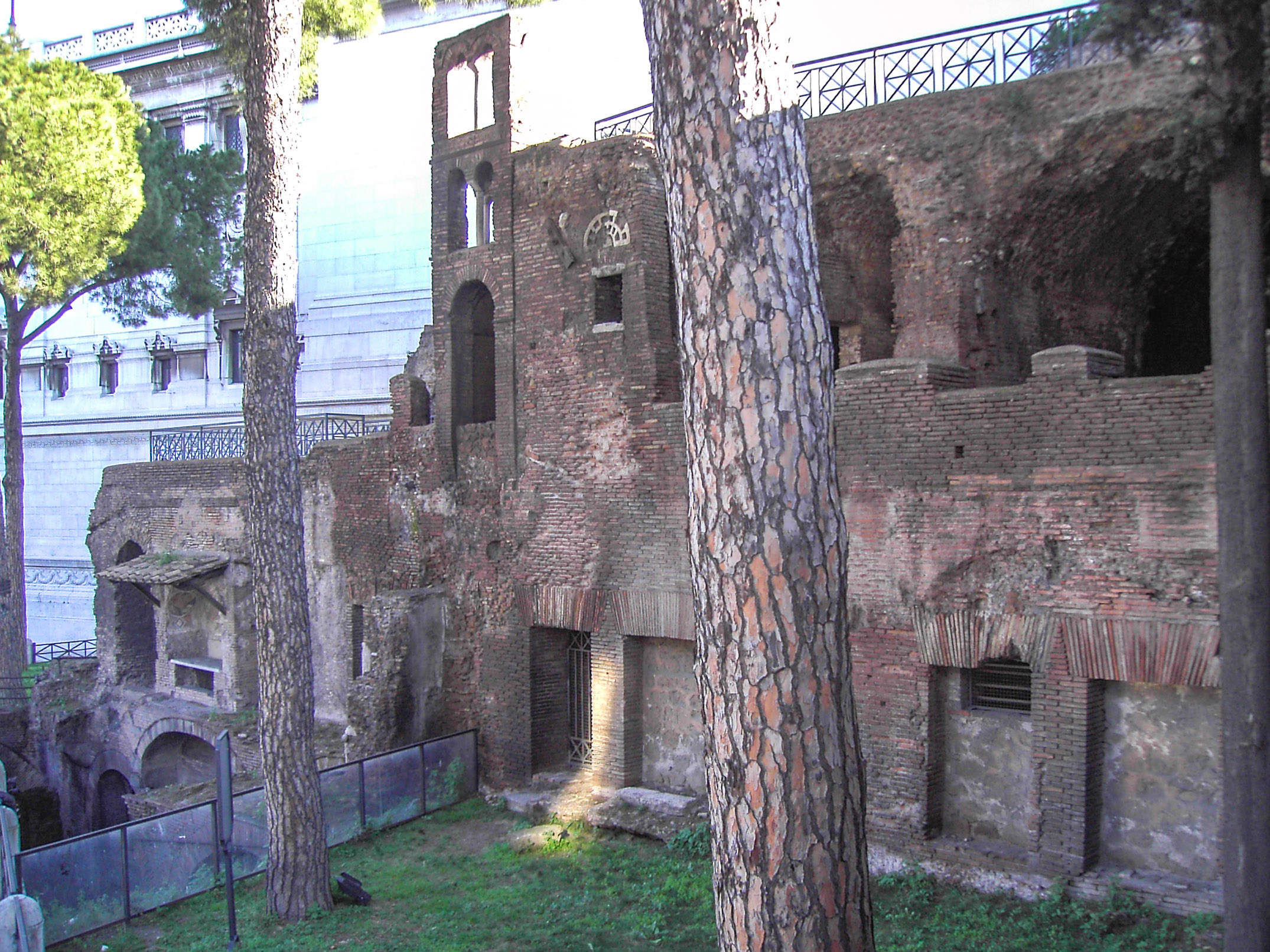
Ruinen einer Insula in Rom

Der Großteil der römischen Bevölkerung lebte in sehr beengten Wohnverhältnissen. Die billig hochgezogenen Insulae besaßen höchstens in ihren unteren Stockwerken Annehmlichkeiten wie fließend Wasser und Latrinen. Zwar gab es über die ganze Stadt verteilt öffentliche Brunnen und Pissoirs, aber nach der Liste des Polemius Silvius um 450 waren es nur 1352 Brunnen und 144 öffentliche Latrinen für mehr als 30.000 Insulae. Zudem mussten die Bewohner der oberen Stockwerke alles hinauf- und hinuntertragen, teilweise über 200 steile Stufen. Den Inhalt des Nachttopfs sowie sonstige Abfälle entsorgte man daher oft direkt durchs Fenster.
Die Wohnungen in den teilweise bis zu zwölf Stockwerke hohen Insulae waren eng und schlecht belüftet und oftmals erheblich überbelegt. Wegen der Brandgefahr durften sie keine Feuerstelle haben, sondern höchstens ein Kohlebecken. Zum Schutz vor Kälte oder Sonneneinstrahlung – bei der sehr engen Bebauung eher unwahrscheinlich – dienten hölzerne Fensterläden. Verglasung konnten sich nur die Reichen leisten. Das Raumklima war je nach Jahreszeit feucht-heiß oder feucht-kalt. Da sich die Wohnungen oft hinter den Läden befanden, fiel in viele Zimmer Licht nur durch kleine Fenster im Gang. So wohnten und schliefen die meisten Römer in düsteren, ungelüfteten Räumen. Juvenal schilderte im 3. Buch seiner Satiren eindrucksvoll das Elend der Bewohner der ständig einsturz- und brandgefährdeten Mietskasernen und die Enge der übervölkerten, von häufigem Hochwasser und Bränden gefährdeten Subura.
Augustus erließ Gesetze, die die Höhe der Häuser begrenzen sollte, und Nero setzte nach dem großen Brand breitere Straßen und Feuermauern durch, doch Tacitus berichtet, dass die Einwohner um ihre Gesundheit fürchteten, weil nun Sonnenhitze ungehindert bis zum Boden gelangte.
Auch die Schlafkammern in den domus der Reichen waren meist fensterlos, um den Lärm des nächtlichen Verkehrs und die Mücken fernzuhalten, für die die Wasserbecken (impluvia) der Atrien ideale Brutstätten darstellten. In der Kaiserzeit bürgerte es sich ein, sich während der Sommermonate aufs Land zurückzuziehen.
Zum Hausputz dienten Besen, Bürsten und Schwämme mit Sägemehl, Asche und Gipspulver als Scheuermittel.

### Küche
In vielen Häusern befand sich die Toilette in der Küche, um einen gemeinsamen Schmutzwasserabfluss zu nutzen. Auch die Küchenabfälle wurden dort entsorgt, alternativ in im Hausinneren oder Garten angelegten Gruben. Während Ratgeber wie Cato der Ältere und Columella die tägliche Reinigung der Küche empfahlen, zeigen archäologische Funde, dass es nicht jeder so genau damit nahm. Teilweise wurden die Abfälle zusammen mit der Asche einfach in den Lehmboden eingetreten.
Ein beliebtes Mosaikmotiv zeigte den „Ungefegten Speisesaal“, auf dem sich Mäuse zwischen abgenagten Knochen und sonstigen Speiseresten tummeln. Doch selbst wenn der Boden nach einem Fest so aussah, so standen doch den Gastgebern genügend Sklaven zur Reinigung zur Verfügung.
Nahrungsmittel wurden von weither in die Stadt geschafft. Man konnte sie auf verschiedene Weise lagern und haltbar machen. Columella gibt in seinem Ratgeber De re rustica Anweisungen dazu. Fleisch wurde eher getrocknet als eingepökelt, weil Salz selten und teuer war. Obst wurde zu Most gepresst und eingekocht oder getrocknet, Gemüse konservierte man in Essig. Vitruv empfiehlt die Lagerung von Korn in nördlichen Räumen, weil dort weniger Schädlingsbefall zu erwarten sei. Mit erstaunlicher Logistik gelang es sogar, empfindliche Nahrungsmittel wie Austern und lebende Fische mit Hilfe von Frischwasserbehältern und Eis durch halb Europa zu transportieren.
Die Bewohner der Insulae besaßen keine Herde und mussten sich in Garküchen versorgen.
Da zu dem Rauch von unzähligen Kochfeuern und Werkstätten in der Großstadt Rom noch die Verbrennung der Leichen vor den Mauern kam, war die Luftbelastung im städtischen Ballungsraum Rom recht hoch.

## Körperpflege
In der römischen Königszeit und der frühen Republik waren die Römer vermutlich kaum sauberer als ihre „barbarischen“ Nachbarn, wie Seneca beschrieb:
Denn die Schriftsteller über die alten Sitten Roms sagen uns, dass man Arme und Beine, die nämlich bei der Arbeit beschmutzt wurden, alle Tage abwusch, den ganzen Körper aber nur alle acht Tage badete.
Ab dem dritten vorchristlichen Jahrhundert kam das Baden und Frisieren in Mode. Bald galten Haarpflege, Zähneputzen, tägliche Körperwäsche, das Enthaaren von Achseln und Beinen mit Wachs oder Pinzetten sowie das Zupfen der Augenbrauen nicht nur für Frauen als normal, wie Ovid in seiner Ars amatoria beschreibt und zahlreiche Funde von Pinzetten und Kämmen belegen. Kosmetik und Parfüm gehörten selbstverständlich zum Alltag. Neben Spiegeln, Schminkkästchen und Flakons für Duftmittel, Salben und Öle sind mehrere Werke über die Schönheitspflege überliefert. Und es fehlte auch nicht an Kritikern, die das tägliche Salben des Körpers und kunstvolle Frisuren als unmännlich oder als überflüssigen Luxus geißelten. Seife (sapo), die aus Ziegenfett und Asche gekocht wurde, oder Seifenkraut dagegen nutzte man anfangs zum Haarefärben und erst spät zur Körperreinigung. Zuvor schabte man Schweiß und Dreck mit dem Strigilis vom eingeölten Körper ab oder schrubbte sich mit Bimsstein oder Schwämmen. Anschließend parfümierte man sich mit Salböl.
Nicht nur die reichen Sklavenbesitzer kamen in den Genuss eines gepflegten Aussehens: Der Besuch eines Bades kostete nur einen Viertel As. Friseure hatten ihre Läden an jedem öffentlichen Platz. Es gab sogar professionelle Haarausrupfer (alipili), deren Dienste man in den Thermen in Anspruch nehmen konnte.

## Wasserleitungen
Eine Großstadt wie Rom mit einem täglichen Wasserverbrauch von etwa 370 – 450 l pro Einwohner mit genügend Wasser zu versorgen, war eine technische und logistische Großleistung. Zwar sind solche Wasserleitungen keine römischen Erfindungen, doch gehören die Aquädukte, die Wasser aus bis zu 90 km Entfernung in die Stadt leiteten, zu den großartigsten Überresten der römischen Kultur.
Wasser galt als Allgemeingut, dessen Verwaltung eins der höchsten römischen Ämter verlangte. Der erste Curator aquarum war 33 v. Chr. Marcus Vipsanius Agrippa, der auf eigene Kosten mehrere, teilweise noch heute funktionierende Aquädukte, die ersten großen Thermen, die sogenannten Agrippa-Thermen, sowie hunderte Zisternen und Brunnen errichten ließ. Erst nach seinem Tod wurden entsprechende Gesetze geschaffen.

### Aquädukte

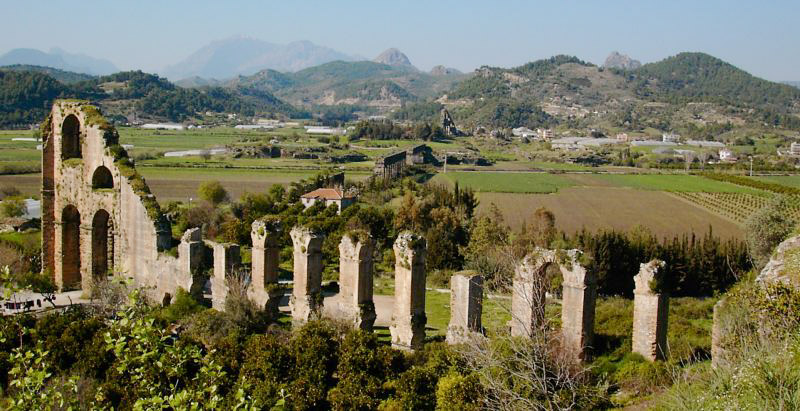
Ruine des Aquädukts von Aspendos, Kleinasien von der Oberstadt her gesehen

Schon im 4. vorchristlichen Jahrhundert begann man Wasser durch Kanäle in die Stadt zu leiten. Später ergänzten Aquädukte die unterirdischen Leitungen. Die Leitungen bestanden aus Holz, Blei oder Leder, meist waren es jedoch Steinkanäle und Röhren aus „Fertigbeton“. Die in die einzelnen Häuser führenden Rohre waren, wie Ausgrabungen in Pompeji ergaben, gewöhnlich aus Blei. Einige Aquädukte hatten mehrere Stockwerke und in jedem floss Wasser einer anderen Quelle. Da das Wasser stetig weiterfließen musste, wurden die Aquädukte so gebaut, dass sie ein leichtes Gefälle aufwiesen.

### Wasserqualität
Es war bekannt, dass die Wasserqualität vom Entnahmeort abhängig ist. Tales sunt aquae, qualis terra, per quam fluunt – „Die Wasser sind so, wie die Erde, aus der sie quellen“, schrieb Plinius.
Der Architekt Marcus Vitruvius Pollio empfahl, das in Zisternen gelagerte Wasser zu filtrieren. Er kannte auch schon chemische Methoden, das Wasser auf seine Qualität zu untersuchen. Er warnte auch vor den Folgen einer Bleivergiftung durch die bleiernen Wasserleitungen. Dass abgekochtes Wasser bekömmlicher sei, empfahlen Galenos und Plinius.

### Brunnen
Innerhalb der Städte wurde das aus den Aquädukten in castella geleitete Wasser durch Bleirohre zu den öffentlichen Brunnen geleitet. Ein ausgeklügeltes Verteilungssystem sorgte dafür, dass aus diesen stets Wasser floss, auch wenn durch Trockenheit die Belieferung der privaten Wasseranschlüsse und der Thermen unterbrochen war. An diesen öffentlichen Brunnen versorgte sich die Bevölkerung mit Trink- und Brauchwasser. Da das Wasser ständig strömte, sprudelten auch die Überläufe und spülten auf diese Weise die Straßen. Auf Verunreinigung des Brunnenwassers stand eine Strafe von 10 aurei.
Außerhalb der Großstädte wurde das Wasser aus Ziehbrunnen gewonnen. Ausgetrocknete Brunnenschächte wurden, wie archäologische Funde zeigen, oft mit Abfällen verfüllt, wobei die Kontaminierung des Grundwassers immer eine große Gefahr bedeutete.

## Thermen

### Allgemeines
Thermen (Plural, lat. thermae), gelegentlich auch Therme (Singular), hießen die römischen Bäder. Nach einer Zählung um 400 n. Chr. gab es in Rom elf allgemein zugängliche Thermen und 856 Privatbäder.
Die römischen Thermen entwickelten sich aus verschiedenen Vorläufern wie dem griechischen Bad (βαλανεῖον balaneion, latinisiert Balineum, Balneum, Balnea) und einheimischen Schwitzkuren. Seit der Mitte des 2. Jahrhunderts v. Chr. ist der Bau von öffentlichen Bädern in Rom bekannt, und während des 1. Jahrhunderts n. Chr. erlangte das Baden eine hohe Bedeutung als sozialer Mittelpunkt des Lebens und fest zum Tagesablauf gehörendes Ritual. Da nackt gebadet bzw. sauniert wurde, gab es während der Zeit der Republik eine strikte Geschlechtertrennung, meist nach Uhrzeiten (vormittags Frauen, nachmittags Männer), sehr selten aber auch durch getrennte Räumlichkeiten. Während der frühen Kaiserzeit war die Trennung anscheinend aufgehoben, da Hadrian gemischte Thermenbenutzung (balnea mixta) verbot. Während Mark Aurel dieses Verbot noch einmal bestätigte, hob Elagabal den Erlass auf, der von seinem Nachfolger Severus Alexander wiederum eingesetzt wurde.
Das Baden in den Thermen beschränkte sich nicht auf die körperliche Reinigung, sondern beinhaltete als sogenanntes otium nach dem Motto mens sana in corpore sano alles, was der körperlichen und geistigen Rekreation dienlich ist: Sport, Entspannung, aber auch Kultur. Dabei verschob sich die Funktion von einer Sportstätte mit angeschlossenem Bad zum Freizeit- und Erlebnisbad.
Augustus’ Freund Agrippa, der auf dem Marsfeld die ersten großen Thermenanlagen in Rom errichtete, verfügte sogar in seinem Testament, dass ihr Besuch kostenlos sein solle. Auch alle später errichteten balnea publica, öffentliche Bäder, wurden allein durch Steuern oder Spenden der Reichen finanziert. Auch den Besuch der balnea meritoria, Prachtbäder, konnten sich die Ärmeren durch den geringen Eintrittspreis von einem viertel bis einen halben As – Frauen mussten mehr bezahlen – zumindest gelegentlich leisten.

### Aufbau

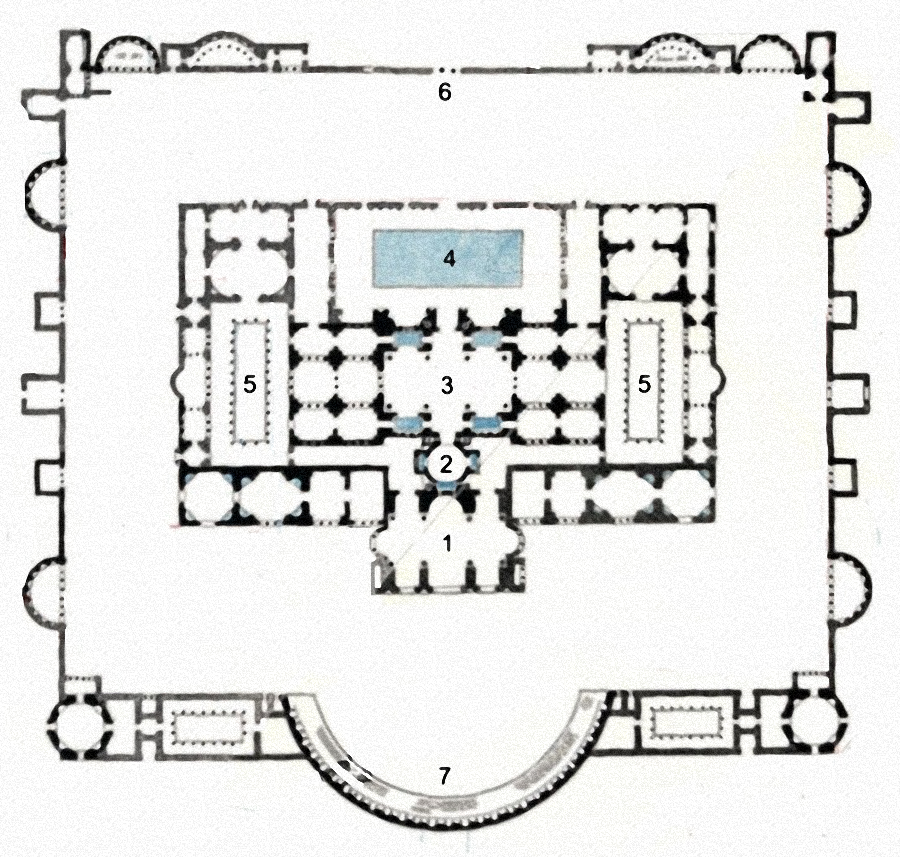
Grundriss der Diokletian Thermen in Rom 1=Caldarium
2=Tepidarium
3=Frigidarium
4=Natatio
5=Palaestra
6=Eingang

Thermen bestanden aus mindestens vier Abteilungen: dem Umkleideraum (apodyterium), den Hallen für die Kaltbäder (frigidarium), Hallen für die lauwarmen Bäder (tepidarium) und dem Warmbad (caldarium). In größeren Anlagen gab es auch ein laconicum oder sudatorium, ein Raum, in dem eine trockene Hitze erzeugt wurde (ähnlich der Finnischen Sauna). Teilweise gab es auch Schwimmbecken (natatio) und Sportplätze (palaestra). Zusätzlich boten alipili (Haarauszupfer) und Masseure ihre Dienste an.
Ein wichtiger Teil des antiken Badevorgangs war auch das Einölen zwischen den einzelnen Badegängen und abschließend, dabei wurde das Öl mittels Strigilis wieder abgeschabt und dabei auch Schweiß und Schmutz entfernt.
Manche großen Bäder hatten getrennte Abteilungen für Männer und Frauen, in anderen gab es getrennte Badezeiten.

### Die beheizten Räume
Die Römer verwendeten in ihren Thermalbädern sowohl Fußboden- als auch Wandheizungen mit Heißluft (Hypokaustum). Beide Techniken wurden zunächst für die Thermen entwickelt und angewendet.
Die Hitze der römischen Bäder war fast immer Dampfhitze, mit Ausnahme des mitunter vorhandenen laconicum, in dem eine trockene Hitze herrschte. In diesem Raum konnte es viel heißer als in dem traditionell beheizten caldarium sein, weswegen die Verweildauer hier geringer war.

### Bedeutung

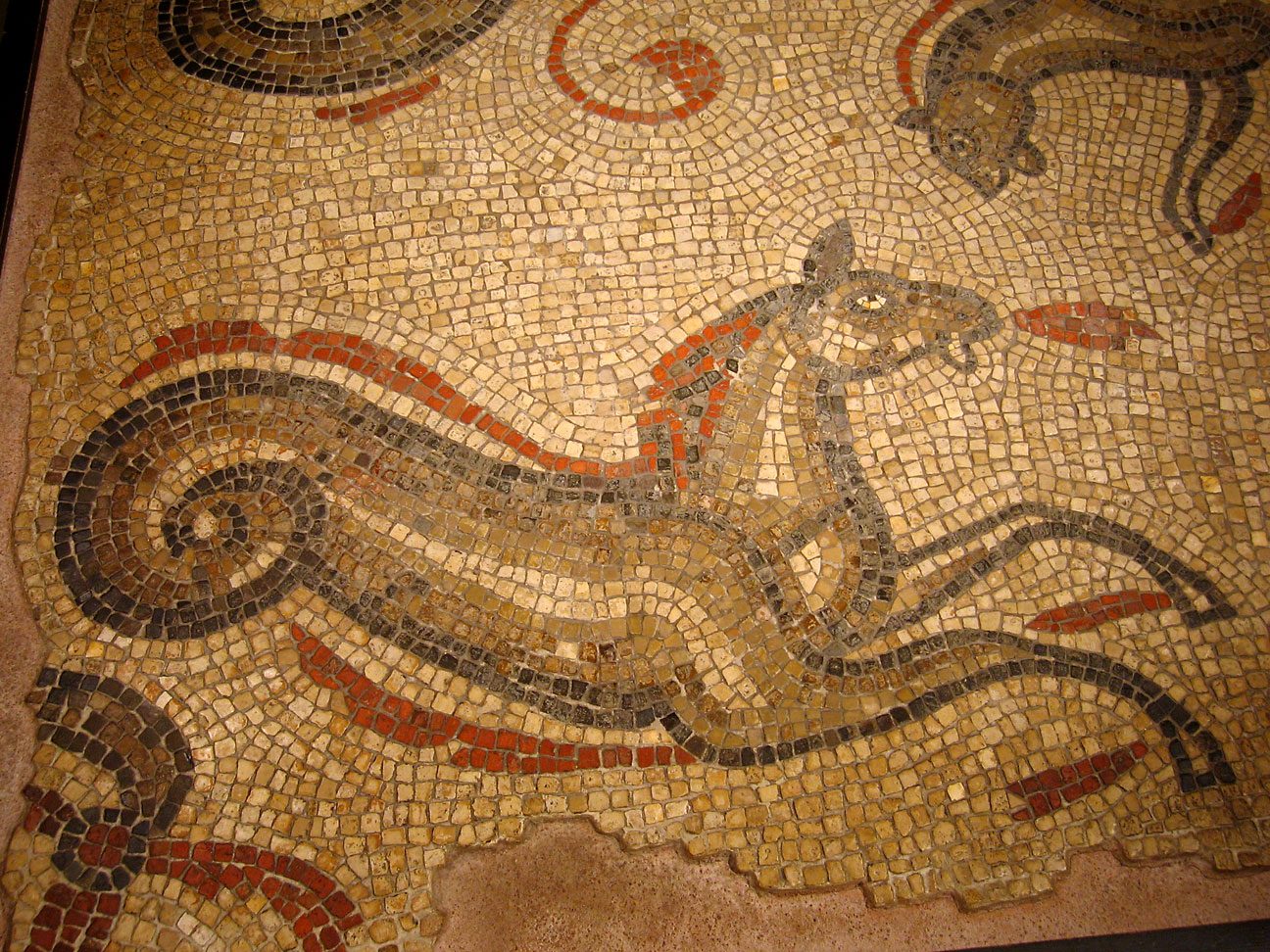
Seepferd-Mosaik aus Bath

Die literarischen und epigraphischen Quellen zeigen, dass die Beliebtheit des Badens bei den Römern in der Zeit zwischen Cicero (106–43 v. Chr.) und Martial (ca. 40–104 n. Chr.) stark anwuchs. Die Frage nach den Gründen dieser wachsenden Beliebtheit ist schwer zu beantworten, da viele Faktoren dabei eine Rolle gespielt haben dürften: zum einen das Anwachsen der Bevölkerung im Rom des 1. Jahrhunderts n. Chr. und das verstärkte Bedürfnis nach Möglichkeiten des Waschens und Möglichkeiten der Flucht aus armseligen Wohnumständen. Ein weiterer Grund kann in der Verbreitung medizinischer Theorien, die das Baden als gesundheitsfördernd empfahlen, gesehen werden. Bestätigt wird die Wichtigkeit dieser Einrichtung durch die große Zahl und prächtige Ausstattung der römischen Badegebäude – sei es privater oder öffentlicher Art.
Die Bedeutung des Badens als Bestandteil des Lebens eines Römers wird auch anhand der vielen Bäder, die in neuen Provinzen bald nach der Eroberung entstanden, deutlich. Nimmt man die Nordwestprovinzen als Beispiel, so zeigt sich, dass bald nach der Eroberung durch die Römer nahezu überall Thermen entstanden. Ihre schnelle Verbreitung in der Provinz auch an Orten, die nicht ausschließlich von Römern bewohnt waren, zeigt die baldige Übernahme der Sitte durch die einheimische Bevölkerung.

## Latrinen
Nicht jedes römische Haus hatte eine Toilette mit Spülung oder Anschluss an die Kanalisation. In den einfachen Mietshäusern (insulae) stand meistens nur ein großer Kübel unter der Treppe. Andere Häuser hingegen hatten Einzeltoiletten auf hohem Standard. Neben den Großlatrinen, in denen bis zu 80 Personen Platz finden konnten, war den Römern auch der heute noch im Mittelmeerraum und Frankreich verwendete Hockabort bekannt. In Alba Fucens in Mittelitalien an der Via dei Pilastri hat solch eine Latrine bis heute überdauert. Es gab keine Trennwände, und auch eine Geschlechtertrennung ist nur selten nachweisbar; meist rafften die Nutzer, Frauen, Männer und Kinder jeden Standes, schlicht ihre Tunica (und Palla bzw. Toga) und deckten damit auch die Intimsphäre ab.

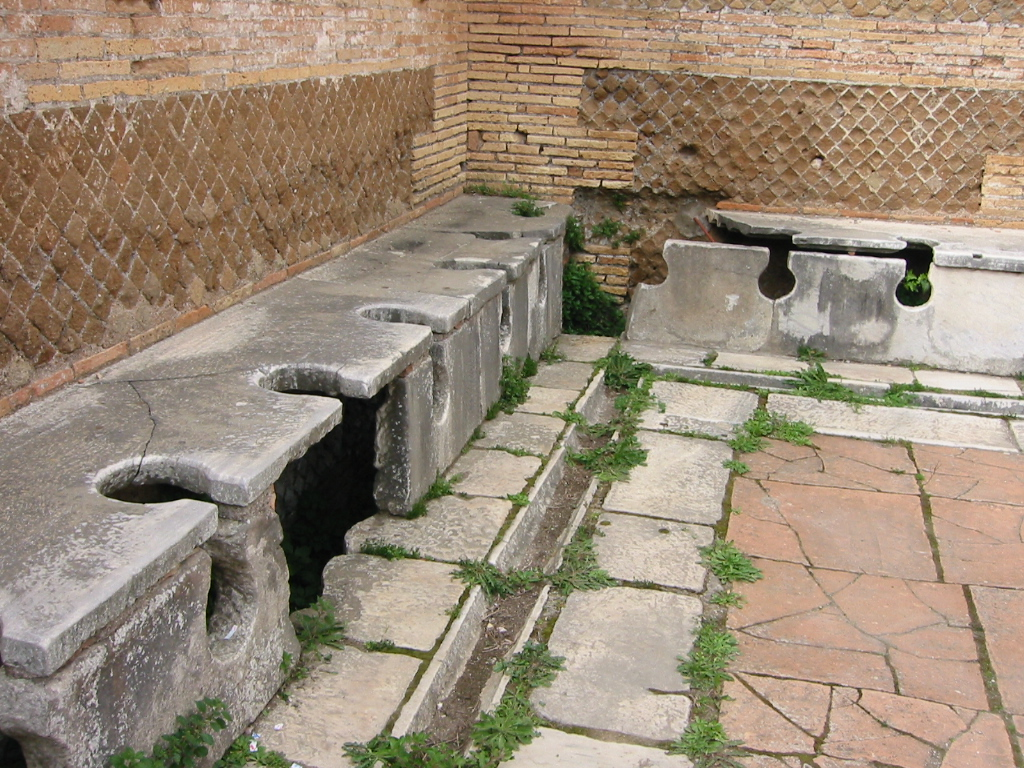
latrinae in Ostia antica

Wann die ersten Latrinen in Rom eingerichtet wurden, weiß man nicht genau. Vermutlich baute man die ersten in der Zeit der späten Republik. Einen Hinweis darauf gibt eine Baugruppe des Pompeiustheaters am Largo Argentina, dort ist eine Latrine zu erkennen. Aber auch Julius Caesar ließ auf dem nach ihm benannten Forum eine Toilette einrichten. Die meisten ergrabenen Anlagen stammen aus dem 1. bis 4. Jahrhundert. Offensichtlich bestimmten private Bedürfnisse gesellschaftlicher Gruppierungen den Bau der Latrinen. Er orientierte sich allem Anschein nach nicht am Bedarf der stadtrömischen Volksmassen. Der Bau von Latrinen wurde meist privat finanziert, allerdings wurden wie zu jeder Zeit nur dann Geld in Toilettenanlagen investiert, wenn es einen messbaren Nutzen gab. Deswegen gibt es auch keine Latrinen in großen öffentlichen Gebäuden wie in den Amphitheatern. Die gesellschaftlichen Schichten teilten sich auch beim Gang auf die Toilette. So erleichterte sich der Plebs in die Kanalisation oder an die nächste Häuserecke. Inschriften aus Pompeji lassen vermuten, dass besorgte Hausbewohner die Passanten ermunterten, doch bitte an das Nachbarhaus zu urinieren. Die Mittelschicht saß sich in Prachtlatrinen gegenüber oder besuchte zu Hause das eigene stille Örtchen.
Im Regionalverzeichnis Roms aus dem 4. Jahrhundert sind 144 latrinae und 253 necessariae, worunter auch Urinale zu verstehen sind, verzeichnet. Sie wurden permanent mit Überlaufwasser aus Thermen, Aquädukten und Brunnen gespült. Abwasserkanäle verliefen unter den marmornen oder hölzernen Toilettensitzen und spülten so Fäkalien in große Sammelkanäle oder gleich in den Tiber. In der Mitte des Raumes war eine weitere Wasserrinne eingelassen, welche Spritzwasser und Urin aufnahm. Der immer noch verbreiteten Vermutung, hier habe es sich um Frischwasser zum Eintauchen des Xylospongiums (eines Stabes mit aufgesetztem Schwamm) gehandelt, muss wohl widersprochen werden.
In den vornehmeren öffentlichen Bedürfnisanstalten trieben foricarii Benutzungsgebühren ein. Wer sich das nicht leisten konnte, dem blieben die amphorae in angiporto – Amphoren in der Nebengasse, die die Gerber und Stoffwalker aufstellten, weil sie den Urin für ihre Arbeit benötigten. Der Kaiser Vespasian ließ das Aufstellen solcher Amphoren sogar besteuern. Daher stammt der Ausspruch: „pecunia non olet“ – „Geld stinkt nicht“.

### Latrinen in Kastellen

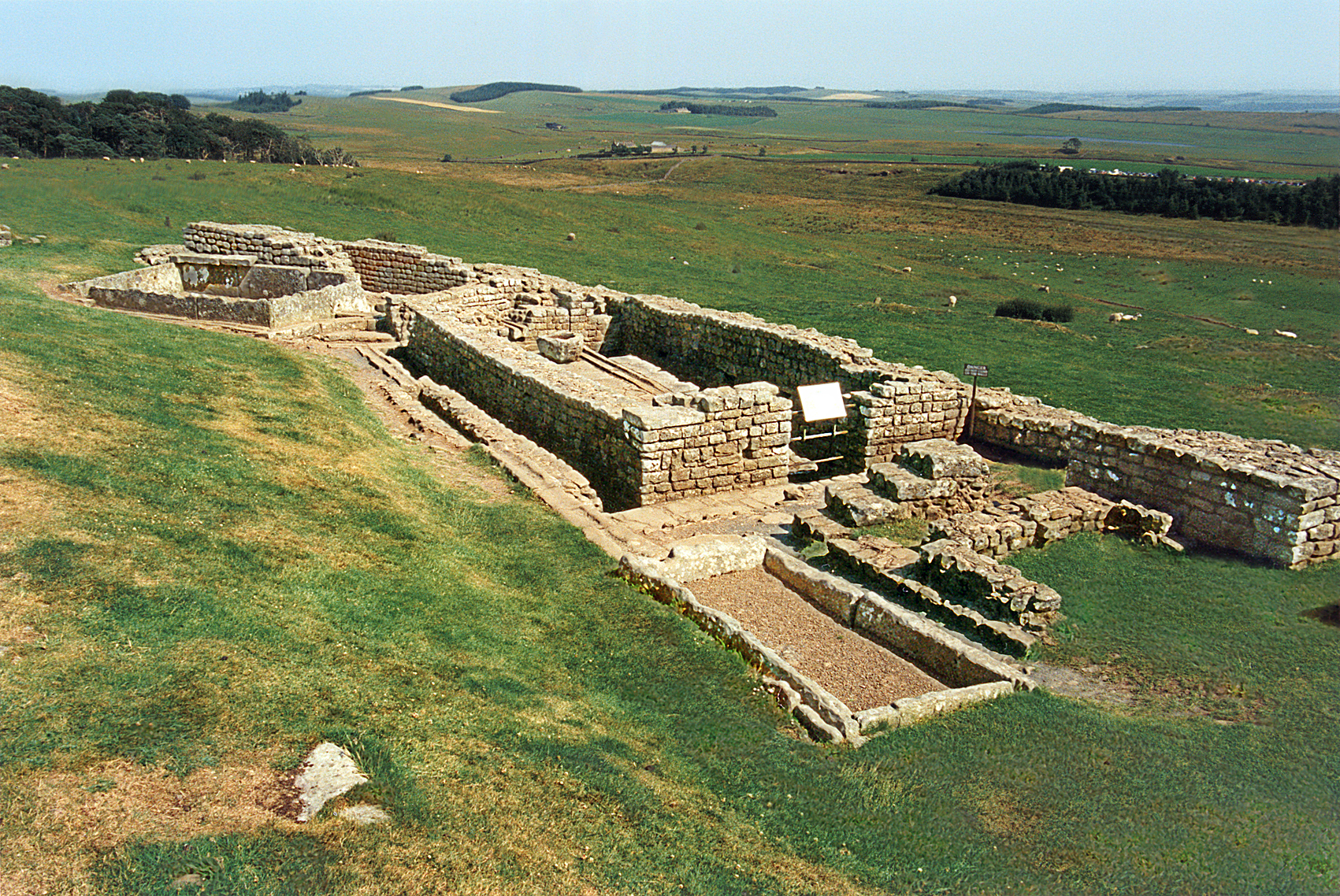
Militärische Mannschaftstoilette im Kastell Housesteads am Hadrianswall, im Hintergrund ist der Spülwasserbehälter zu sehen.

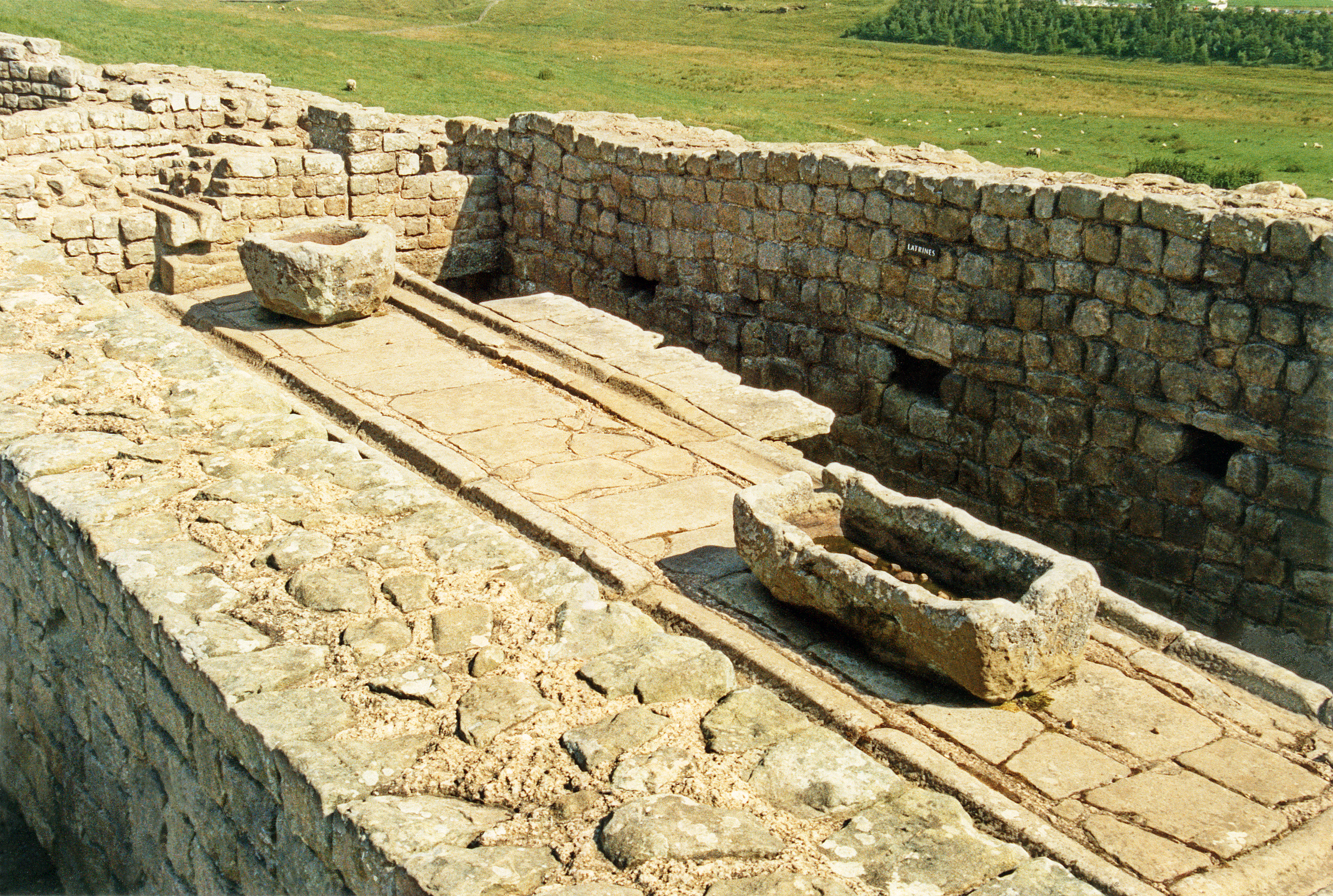
Detail der Latrine von Housesteads, die Sitzreihen selbst waren aus Holz und sind vergangen.

Im Gegensatz zu den stadtrömischen Verhältnissen gab es auch in den fernsten Ecken des Reiches in den Kastellen Latrinen. Den Führern der römischen Streitkräfte war der Zusammenhang zwischen Hygiene und Krankenstand, Seuchenprävention und Leistungsfähigkeit ihrer Einsatzkräfte sehr wohl bewusst. Zur Hygieneprävention gehörten neben Lazaretten, reichlich Frischwasser und Bädern eben auch Latrinen. Die Latrinen und Bäder in den Kastellen standen denjenigen in den Mittelmeerstädten in nichts nach. Am besten erforscht ist in Großbritannien die Lagerlatrine von Kastell Housesteads am Hadrianswall. Sie liegt am tiefsten Punkt innerhalb der Umwehrung dieser Garnison, so dass alle Abwässer über Kanäle zur Spülung genutzt werden konnten. Die Mannschaftstoilette von Housesteads erhielt während einer zweiten Bauphase ein eigenes Wasserauffangbecken für die Spülung und war so unabhängig von der kastelleigenen Kanalisation. Die Fäkalien wurden mit dem Abwasser durch die Kastellmauer in den Graben geleitet. So entfiel der Bau einer Sickergrube. Ähnliche Anlagen gab es auch in benachbarten Kastellen und kleinen Städten entlang dieser Militärgrenze.

## Abwasserentsorgung
Mit der Cloaca Maxima besaß Rom schon in seiner Frühzeit eine effektive Entwässerung. Ursprünglich war sie zwar von Lucius Tarquinius Priscus angelegt worden, um das morastige Gebiet zwischen den sieben Hügeln trockenzulegen und bewohnbar zu machen. Dadurch konnte die Malaria, die zuvor – und nach dem Zerfall des Römischen Reichs wieder – die Campagna unbewohnbar gemacht hatte, zurückgedrängt werden. Die Methode, Sümpfe durch unterirdische Kanäle trockenzulegen, stammte von den Latinern und Etruskern.
Von Anfang an diente die Cloaca Maxima auch dem Abtransport des Regenwassers und der Abwässer in den Tiber. Ausgebaut zu einem weiten Netz ist sie noch heute in Funktion. Nach ihrem Vorbild legten die Römer überall dort, wo sie Städte gründeten oder größere Legionslager errichteten, eine Kanalisation an. Da die Kloaken jedoch nur durch die Spülung durch Regenwasser und das in die Kanalisation gespülte Abwasser gereinigt wurden, lagerte sich wegen des geringen Gefälles der Schlamm ab und es stank in den Städten trotzdem nach Fäkalien. Daher wurde sie regelmäßig mit Wasser aus den Fernleitungen durchspült, das nicht zum Trinken geeignet war. Frontinus betonte: „Die Ursachen des ungesunden Klimas werden fortgespült, der Anblick der Straßen ist sauberer, die Atemluft reiner, jene Atmosphäre beseitigt, die bei unseren Vorfahren der Stadt immer einen schlechten Ruf eintrug.“ Zusätzlich musste sie von Sklaven, den canalicolae, gereinigt werden. Die Cloaca Maxima hatte ihren Ausfluss in den Tiber noch innerhalb des Stadtgebietes. Wenn der Tiber durch Hochwasser stieg, wurde auch das Abwasser in der Kanalisation nach oben gedrückt.
Eine königlich-britische Kommission hielt 1842 nach einer Besichtigung der Abwasseranlagen in Rom diese für hygienischer als jene im damaligen Großbritannien.
Keine römische Stadt war vollständig mit einer Entwässerung versorgt. In vielen Orten gab es nur oberirdische, offene Kanäle zur Ableitung des Schmutzwassers. Die meisten Haushalte waren ohnehin nicht an die Kanalisation angeschlossen, sondern leiteten ihr Schmutzwasser auf die Straße, wo es im besten Fall im Gully versickern konnte. Abfall und Fäkalien entsorgten sie – wie in kleineren Siedlungen allgemein üblich – in Gruben. Diese Senkgruben wurden gelegentlich entleert und ihr Inhalt als Dung verkauft. Urin benutzte man für die Gerberei oder Färberei, weshalb solche Betriebe oft eigene Becken unterhielten oder Amphoren aufstellten, in denen die Anwohner und Passanten sich erleichtern konnten. In kleineren Siedlungen, die ihr Wasser nicht durch Aquädukte und Zisternen aus der Ferne bezogen, bestand die Gefahr, das Grundwasser durch Senkgruben zu kontaminieren.

## Wasserverschmutzung
Flüsse und Seen in der Nähe von Städten waren durch die Einleitung von Abwässern und die Angewohnheit, an den Ufern Müllkippen anzulegen, so stark in Mitleidenschaft gezogen, dass schon Plinius der Ältere erkannte: „Wir vergiften unsere Flüsse und die Grundelemente der Natur, und dasselbe, von dem wir leben, verwandeln wir in Sargnägel.“ Der Tiber war so verdreckt, dass keine oder zumindest keine gesunden Fische mehr in ihm lebten. Der Arzt Galenos warnte vor ihrem Verzehr und auch der Kriegstheoretiker Flavius Vegetius Renatus riet, Legionslager regelmäßig zu verlegen, weil das verschmutzte Wasser die Gesundheit schädige.

## Medizin
Da die Armen meist nur die Kleidung besaßen, die sie am Leibe trugen, und auf selten gewechselten Strohsäcken schliefen, war Ungeziefer weit verbreitet. Seuchen rafften oft genug viele dahin und die Kindersterblichkeit war hoch, während die Reichen oft ein recht hohes Alter erreichten.
Die Behandlung der Kranken mit Heilkräutern und Diäten gehörte im antiken Rom traditionell in die Familie. Lange standen die Römer daher der wissenschaftlichen griechischen und ägyptischen Medizin skeptisch gegenüber. Verachtung der meist als Sklaven nach Rom gekommenen Ärzte mischte sich mit Misstrauen gegenüber dem Unbekannten. Cato der Ältere sah die hehren Traditionen durch Verweichlichung gefährdet und empfahl in „de agri cultura“ Kohl als Allheilmittel. Plinius der Ältere meinte gar, die Römer seien sechs Jahrhunderte gut ohne Ärzte ausgekommen. Für ihn war es unmoralisch, mit dem Leiden anderer sein Geld zu verdienen.
Trotzdem erlangten ab dem 3. vorchristlichen Jahrhundert Ärzte größeres Ansehen, wobei es sich meistens um griechische Sklaven oder Freigelassene handelte. Zum Beispiel besaß Cicero mit dem Griechen Alexio einen eigenen Hausarzt. Als die Ärzte unter Kaiser Augustus von den für die übrigen Bürger verpflichtenden Abgaben befreit wurden, wandten sich erstmals auch Römer dem Studium der Heilkunst zu, jedoch blieb die wissenschaftliche Fortentwicklung fest in griechischen Händen.
Dabei war der Bereich der Bäderheilkunde (neben der Chirurgie bei den Militärärzten) der am weitesten entwickelte Zweig. Der Arzt Asklepiades von Bithynien verordnete um 50 v. Chr. Bäder, gesunde Ernährung und Sport als Heilmittel. Spätestens zur Zeit Gaius Iulius Caesars fanden die Römer mehr und mehr Geschmack an Heilbädern und Badekuren. Die schwefelhaltigen Heilquellen von Baiae und Puteoli waren äußerst beliebt. Viele Bäder, die damals entstanden sind, zum Beispiel Baden-Baden, existieren noch heute.
Unter Kaiser Antoninus Pius wurden erstmals Amtsärzte eingestellt, die die Armen kostenlos behandeln sollten. In jedem Militärlager gab es ein Lazarett. In den Städten spezialisierten sich die Ärzte auf Chirurgie, Gynäkologie, Blasenleiden und Ähnliches, wobei die Augenheilkunde besonders beliebt war. Man hat diverse Augenarztstempel gefunden, die zur Kennzeichnung der Salben dienten.
Ärzte wie Aulus Cornelius Celsus und Galenos besaßen beachtenswerte anatomische, chirurgische und pharmazeutische Fähigkeiten. Marcus Terentius Varro ahnte bereits, dass Infektionskrankheiten durch Mikroorganismen hervorgerufen werden.
Doch dieses Wissen konnte man noch nicht zur Vermeidung und Bekämpfung von Infektionen und Epidemien anwenden. Ansatzweise gelang es im Bereich des Militärs. Die einfachen Römer vertrauten lieber auf ihre Götter Hygieia, Panakeia und Asklepios, Amulette und obskure Heilmittel wie Theriak – und benutzten das Xylospongium, den auf einem Holzstock befestigten Schwamm zur Reinigung nach dem Latrinenbesuch, gemeinsam.

### Malaria
Malaria machte über Jahrhunderte das Gebiet der Campagna rund um Rom unbewohnbar. Zwar hatten schon die Latiner effektive Entwässerungssysteme geschaffen, doch die lange Abwesenheit der Bauern wegen der dauernden Kriege gegen Karthago und die anschließende Landflucht der durch Bodenspekulanten Vertriebenen, führte zur Vernachlässigung der Kanäle. Das Land versumpfte. Die Abholzung der ursprünglichen Wälder zum Bau der Flotte beschleunigte diese Entwicklung. Cassius Dio berichtete von wiederholten Seuchen. Valerius Maximus erwähnt drei Heiligtümer der Febris, der personifizierten Gottheit des Malariafiebers, in Rom, die auch Cicero, Plinius und Claudius Aelianus kennen. Sogar in Satiren oder Komödien kam das Wechselfieber vor.
Marcus Terentius Varro berichtet von Netzen, die man vor den Fenstern befestigte, um die Mücken fernzuhalten, für die gerade die Ziergewässer in den Gärten der Reichen eine ideale Brutstätte darstellten.

## Friedhöfe
Es war im Zwölftafelgesetz verboten, Erdbestattungen in der Stadt durchzuführen. Doch während normalerweise die Leichen außerhalb der Stadt verbrannt und in mehr oder weniger luxuriösen Grabmälern entlang der großen Straßen beigesetzt wurden, entsorgte man tote Sklaven, ausgesetzte Kinder und die Kadaver von Tieren in puticuli, Verrottungsgruben, direkt hinter der Stadtmauer. Allein bei Ausgrabungen auf dem Esquilin hat man 75 solcher Gruben gefunden. Bei warmem Wetter konnte niemand in der Stadt dem Gestank entgehen. Die Verbreitung von Krankheitserregern wurde eingeschränkt, indem man regelmäßig Kalk in die Gruben schüttete.

## Zusammenfassung
Zum Schluss sei erwähnt, dass die Römer mit ihrer Technik der Latrinen und Abwasserführung ein hygienisches Niveau erreichten, welches – abgesehen von mittelalterlichen Klöstern – in Europa erst wieder im späten 19. Jahrhundert beziehungsweise frühen 20. Jahrhundert mit der allgemeinen Einführung des wassergespülten Klosetts und öffentlicher Toilettenanlagen in den Städten erreicht wurde. Der Vorläufer unserer modernen, mit Geruchssperre versehenen Toilette wurde erst 1775 erfunden. Ebenso bezeichnend ist, dass man sich bei der Einrichtung von Entsorgungssystemen an den antiken Großbauten orientierte, als man 1842 in London damit begann, eine Schwemmkanalisation einzurichten. Bis ins späte 19. Jahrhundert und frühe 20. Jahrhundert hinein kam daher nur eine Minderheit in den Genuss der fortschrittlichen hygienischen Errungenschaften und der medizinischen Erkenntnisse. So wurde Hamburg aufgrund mangelnder Hygiene noch 1892 von einer schlimmen Choleraepidemie heimgesucht. Noch Herbert Lewandowski versah 1964 einen Abschnitt seiner Römische Sittengeschichte mit der Überschrift „Die reinste Nation der Welt“.
Im antiken Rom sorgten ähnlich wie in den europäischen Großstädten des 19. und frühen 20. Jahrhunderts vor allem die beengten Wohnverhältnisse eines Großteils der Bevölkerung für die Ausbreitung von Krankheiten und eine hohe Sterblichkeit. So starb fast die Hälfte der Kinder, ehe sie das zehnte Lebensjahr erreichte. Die Wohlhabenden die über weitläufigen Wohnraum, eigene Badehäuser, Sklaven, die die Hausarbeit erledigten, und manchmal auch über eigene Ärzte verfügten, lebten dagegen oft lange.